# Serrat de les Roquetes
El Serrat de les Roquetes és una serra situada al municipi de Sant Martí de Centelles, prop del veïnat de Sant Miquel Sesperxes, a la comarca d'Osona, amb una elevació màxima de 763 metres.